# Liliane Potiron
Liliane Potiron (* 14. Mai 1998) ist eine mauritische Leichtathletin, die sich auf den Dreisprung spezialisiert hat.

## Sportliche Laufbahn
Erste internationale Erfahrungen sammelte Liliane Potiron bei den Jugendafrikameisterschaften 2015 in Réduit, bei denen sie mit 11,64 m die Silbermedaille gewann. 2018 belegte sie bei den Afrikameisterschaften in Asaba mit neuem Landesrekord von 12,58 m Rang sieben. Im Jahr darauf belegte sie bei den Afrikaspielen in Rabat mit 12,53 m den zehnten Platz. 2022 gelangte sie bei den Afrikameisterschaften im heimischen Port Louis mit neuem Rekord von 13,21 m auf Rang vier und anschließend belegte sie bei den Commonwealth Games in Birmingham mit 13,20 m den achten Platz. Im Jahr darauf belegte sie bei den Spielen der Frankophonie in Kinshasa mit 13,80 m den vierten Platz, wie auch bei den Afrikaspielen 2024 in Accra mit 13,31 m. Im Juni gelangte sie bei den Afrikameisterschaften in Douala mit 13,32 m auf Rang vier.
In den Jahren 2021 und 2023 wurde Potiron mauritische Meisterin im Weit- und Dreisprung.

## Persönliche Bestleistungen
- Weitsprung: 6,01 m (0,0 m/s), 31. August 2021 in Rèduit (mauritischer Rekord)
- Dreisprung: 13,80 m (−0,6 m/s), 4. August 2023 in Kinshasa (mauritischer Rekord)